# Джорджа
Джорджа Тодрàни (на италиански: Giorgia Todrani), по-известна като Джорджа (* 26 април 1971 в Рим, Италия), е италианска певица, авторка на песни, музикантка и продуцентка. Известна е с нежния си глас, който някои източници определят като четвъртият най-хубав глас в световен мащаб. Една от най-популярните италиански певици, Джорджа има 9 студийни албуми в кариерата си, които се радват на голям успех в Италия и отчасти в Европа: Нидерландия, Обединено кралство, Испания, Франция, както и в САЩ, Канада и Латинска Америка. Освен това тя сътрудничи с италиански и чуждестранни изпълнители като Симпъл Майндс, Дзукеро, Пино Даниеле, Андреа Бочели, Лучано Павароти, Брайън Адамс, Стинг, Алиша Кийс, Ронан Кийтинг и Ерос Рамацоти.
Само в Италия продава около 7 млн. копия, има 12 албума в италианската десетка, 5 от които – номер едно и 25 топ десет сингъла, от които 5 номер едно. Участва четири пъти във Фестивала на италианската песен в Санремо, като печели първо, трето и второ място в категория Big. В изданието от 1995 г., в което е победител, тя е първата певица в историята на фестивала, спечелила четири награди: Първо място в категория Big, Награда на критиката (първата певица, спечелила и двете големи награди), Награда за автори и Радио- и телевизионната награда. Джорджа е един от малкото римски изпълнители, спечелили Фестивала в Санремо. Освен това в историята на фестивала тя е първата състезателка, която е извикана на бис (през 1996 г.). В кариерата си печели 14-те Италиански музикални награди, наградата „Лунеция“, наградата УниМарке на Музикултура и Сребърна лента; номинирана е и за Давид на Донатело.

## Биография

### Начало
Джорджа е родена в Рим през 1971 г. като дъщеря на Елза Джордано и на певеца и музиканта Джулио Тодрани, член на певческото дуо Juli & Julie и по-късно основател на соул и ритъм енд блус групата Io vorrei la pelle nera. От малка изпълнява соул и джаз класики на Арета Франклин, Уитни Хюстън и Стиви Уондър.
Първият ѝ запис е през 1979 г. заедно с Кристина Монтефиори: 45 оборота, озаглавени Chiamatemi Andrea („Наричайте ме Андреа“) за лейбъла Yep, който издава дисковете на баща ѝ. Първото ѝ музикално обучение, на 16-годишна възраст, е при тенора Луиджи Румбо, певец на Сикстинската капела, при когото учи пеене до 26-годишна възраст.
Една вечер в римски клуб Джорджа среща Марко Риналдуци и Масимо Калабрезе. Така започва сътрудничеството с двамата музиканти и продуценти, както и клубните ѝ изпълнения с групата на баща ѝ и като вокалистка с Friends Acoustic Night (където Риналдуци свири на китара, Калабрезе – на бас китара и Бартоли – на барабани), където певицата придобива своя технически опит, който варира от джаз до соул, от блус до рок.
След като завършва езикова гимназия с пълно отличие, тя се записва във Филологическия факултет на университета с цел да стане учителка по английски и печели първите си пари, записвайки хорове за рекламни джингли.
През 1992 г. прави различни концерти в римски клубове с Friends Acoustic Night, а през 1993 г. записите от тях дават два компактдиска на живо, продуцирани от Марко Риналдуци и Масимо Калабрезе, и с изпълнителен продуцент Бен Сидран: Natural Woman (Live in Rome) и One More Go Round, и двата за лейбъла Go Jazz. В тях певицата реинтерпретира някои музикални класики като Ain't No Sunshine и Bridge over Troubled Water. Дисковете са преиздадени през 1995 г. от Flying Records след успеха на Джорджа и впоследствие в още една версия като двоен компактдиск.

### Първо участие в Санремо Джовани и дебют
Музикалната кариера на певицата започва през есента на 1993 г., когато тя представя на Санремо Млади изпълнители (Sanremo Giovani) песента, написана от нея, Риналдуци и Калабрезе „Ще се родим“ (Nasceremo), класирайки се на първо място и по този начин получавайки достъп до Фестивала в Санремо на следващата година в раздел „Нови предложения“. През февруари 1994 в Санремо тя пее една от най-известните си песни, озаглавена „И после“ (E poi), написана отново от нея, Риналдуци и Калабрезе, но заема едва седмо място.
Двамата съавтори на песента решават да продуцират първия ѝ албум, озаглавен просто Giorgia, записан и миксиран от Марко Ковачоли. Той съдържа както песни, представени на сцената на Театър „Аристон“, така и още девет непубликувани парчета – съвместно дело на Джорджа, Риналдуци и Калабрезе, както и много успешния кавър „Никаква болка“ (Nessun dolore) на Лучо Батисти. Албумът изненадващо достига второто място на най-продаваните записи, като продава 180 хил. копия в Италия, превръщайки я от перфектна непозната в истинска голяма звезда на италианската поп музика.
Скоро след това тя е поканена от Лучано Павароти в неговата програма Pavarotti & Friends, където пее песента на Куийн Who Wants to Live Forever. Същата вечер пее в дует с Павароти във версия на класическата неаполитанска мелодия Santa Lucia luntana. Тя също така пее в дует със Стинг, Бочели, Павароти, Брайън Адамс, Нанси Густафсон и Андреас Воленвайдер в песента All for Love и в арията от Травиата / Act 1 – Libiamo ne' lieti calici.
На Бъдни вечер 1994 г. Джорджа изпълнява за папа Йоан Павел II във Ватикана, пеейки заедно с Андреа Бочели, с когото през 1995 г. реинтерпретира известната „Живея за нея“ (Vivo per lei) – кавър версия на парчето на тосканската формация O.R.O. Тя пее още два пъти пред папата.

### Победата в Санремо 1995: начало на големия успех
Тясното партньорство с Микеле Торпедин (бивш мениджър на Дзукеро и Андреа Бочели) води Джорджа през 1995 г. на Фестивала в Санремо с песента „Как бих знала“ (Come saprei) (написана от Ерос Рамацоти, Аделио Коляти и Влади Тозето), с която печели победата и става първият изпълнител, който получава едновременно и Наградата на критиката (към 2020 г. Награда „Миа Мартини“). Освен това, бидейки първият римски изпълнител, спечелил фестивала, тогавашният кмет на Рим Франческо Рутели я прави „посланик на римското“.
През пролетта на 1995 г. Джорджа е поканена да изнесе концерт пред папа Йоан Павел II в двора на църквата на базиликата „Свети Петър“ във Ватикана, където пее Ave Maria от Ренато Серио, един спиричуъл и Bridge over Troubled Waters.
На 28 март 1995 г. води заедно с Пипо Баудо италианската музикална телевизионна програма Sanremo Top, в която участва година по-рано.
Впоследствие излиза албумът ѝ „Като Телма и Луиз“ (Come Thelma & Louise), който дебютира на втората позиция в Класацията на FIMI и продава 300 хил. копия за няколко седмици, а след това надхвърля 400 хил. общо. Елтън Джон я иска като почетен гост на италианското си турне. Той я определя като „един от най-красивите гласове в света“. През 1999 г. е записана Como sabrè – испанската версия на парчето за латинския пазар.

### Трети албумStrano il mio destino
През 1996 г. Джорджа се завръща на Фестивала в Санремо, завършвайки на трето място със „Странна е моята съдба“ (Strano il mio destino), написана съвместно с Маурицио Фабрицио. В следващия си албум Strano il mio destino (Live & studio 95/96) тя пее почти всичко на живо с изключение на заглавната песен и „И има още море“ (E c'è ancora mare), който е ремикс на неаполитанския музикант Енцо Граняниело. Албумът дебютира на номер 2 в Италианската класация на албумите, като продава над 400 хил. копия. На диска има седем песни, записани на живо по време на театралното ѝ турне между 1995 и 1996 г. В него участват още Оливия Мак Клъркин и Майкъл Бейкър.
През същата година певицата участва в международен благотворителен проект в дует в песента „Силата на мира“ (The Power of Peace), който вижда и сътрудничеството на Арета Франклин, Енрике Иглесиас и Крис де Бърг. Песента „Касае нас“ (Riguarda noi) също е включена в едноименната компилация, пусната на пазара по целия свят.

### Сътрудничество с Пино Даниеле: албумMangio troppa cioccolata
През 1997 г. Джорджа се среща с Пино Даниеле: приятелството, което възниква между двамата изпълнители, води до творческо сътрудничество, което се влива в албума ѝ „Ям твърде много шоколад“ (Mangio troppa cioccolata). Албумът дебютира на първа позиция в Класацията на FIMI и продава 300 хил. копия за 10 дни, а общо те са над 600 хил. Дискът е продуциран от самия неаполитански музикант. Джорджа отвръща, като дава гласа си на „Африкански горещ вятър“ (Scirocco d'Africa) – песен, включена в албума на Пино Даниеле Dimmi cosa succede nella terra.
„Ям твърде много шоколад“ бележи повратна точка в музикалността на изпълнителката благодарение на влиянието на Пино Даниеле, съчетано с поп-соул мелодиите на изпълнителката: промени, които се съчетават с новия имидж на Джорджа, която през този период ходи с обръсната глава. През 1998 г. дискът се разпространява в различни европейски страни, включително във Франция, Белгия, Холандия, Германия, Швеция и Финландия. Албумът получава номинация за Италианската музикална награда като най-добър албум на годината през 1998 г.
През декември 1998 г. Джорджа участва в предаването Taratata по Rai 1 заедно с Хърби Ханкок, с когото започва артистично партньорство, представайки Summertime и The Man I Love от Джордж Гершуин, „Кажи ми къде си“ (Dimmi dove sei) и „И после“ (E poi).

### АлбумGirasole
През 1999 г., благодарение на натрупания опит, Джорджа се захваща с новия си албум „Слънчоглед“ (Girasole), за който се грижи както за изпълнителната, така и за артистичната продукция, подпомагана от Адриано Пенино. Албумът остава в класациите повече от година, продавайки над 300 хил. копия. Дискът включва, освен големия хит „Слънчоглед“, и песни като „Говори ми за любов“ (Parlami d'amore), „Да предадеш да направиш“ (Tradirefare) и версия на песента „Небето в една стая“ (Il cielo in una stanza) на Джино Паоли, преработена от Джорджа специално за едноименния филм на Карло Ванцина, който достига първата позиция в Италианската класация. Албумът, миксиран в известното студио Soul II Soul в Лондон, може да се похвали със сътрудничеството на Даян Уорън (Parlami d'amore), Дез'ри (Se ci sei) и Алекс Барони (È la verità).
През 1999 г. Джорджа става и посланик на УНИЦЕФ. Също през 1999 г. в Испания, Португалия и Латинска Америка излиза албумът ѝ Giorgia Espana.
През същата година сътрудничеството с Хърби Ханкок продължава с европейско турне на големите джаз фестивали на континента, от Умбрия Джаз до Лондон, Антиб, Монтрьо, минавайки през Летния фестивал в Лука и Малта.

### АлбумSenza aliи нова поява на Фестивала в Санремо
Следващият етап в звукозаписната кариера на Джорджа се нарича „Без криле“ (Senza ali) – диск от 2001 г., реализиран като истински международен проект: записан между Минеаполис и Лос Анджелис със звуковия инженер на Карлос Сантана и продуциран от Майкъл Бейкър, със сътрудничеството на музиканти като Рики Петерсън, Маурицио Фиордилизо, Стефано Сенези. Хърби Ханкок отново участва в записа, като се появява в песента „Непознатото море“ (Il mare sconosciuto).
Компактдискът дебютира на четвърто място в класацията на FIMI и се превръща в един от най-продаваните албуми на годината с над 350 хил. продадени копия. През същата година, за да представи албума, певицата се завръща на Фестивала в Санремо с „От слънце и синева“ (Di sole e d'azzurro), написан за нея от Дзукеро. Тя е на второ място след Елиза, която печели фестивала с Luce (tramonti a nordest). Песента на Джорджа въпреки това е успешна и се превръща в един от „бойните коне“ на римската певица, преведена е на английски, променена за британския пазар, със заглавието With you. В този период Джорджа пее една вечер в Джаз кафе в Лондон. В албума ѝ още веднъж се появява партньорът ѝ Алекс Барони, автор на песента „Преди утре“ (Prima di domani).

### КомпилацияGreatest Hits – Le cose non vanno mai come credi
Джорджа, след загубата на партньора си – певецът Алекс Барони след катастрофа през 2002 г., публикува Greatest Hits – Le cose non vanno mai come credi. Това е хит компилация с добавянето на три неиздадени песни: хитът „Живей наистина“ (Vivi veramente), „Март“ (Marzo) – песен, която е посветена на починалия на 35 г. певец и от чийто текст идва и заглавието на албума, и нова версия на E poi. Албумът е продаден в повече от 800 хил. копия и се превръща във втория най-продаван компактдиск за годината в Италия, и през годините продажбите надхвърлят 1 млн. копия. Той подготвя почвата за турнето, което Джорджа прави в спортните зали между ноември и декември 2002 г. От януари 2009 до май 2012 г., 10 години след излизането си, албумът продава още 30 хил. копия, като получава сертификат за допълнителен златен запис от FIMI. На 20 февруари 2015 г. идва и още един сертификат на FIMI за платинен запис за продадените допълнителни 50 хил. бройки.
Годината завършва с дуета с Ронан Кийтинг в песента We Got Tonight – кавър версия на хит на Боб Сийгър. Дуетът е издаден в цяла Европа.

### АлбумLadra di ventoи Ритъм енд блус обрат
2003 г. започва със сътрудничеството с режисьора Ферзан Йозпетек за филма La Finestra di Fronte: Джорджа пише текста на основната тема „Капки спомен“ (Gocce di memoria) върху музиката на Андреа Гера. Песента се продава в повече от 120 хил. копия и става най-успешният сингъл на 2003 г. От 2009 до 2014 г. тя получава сертификат за златна плоча от FIMI за още 15 хил. продадени копия. Благодарение на песента Джорджа получава множество награди като Сребърна лента на филмовия фестивал в Таормина за най-добра филмова песен, три Италиански музикални награди като най-добър сингъл, най-добра композиция и най-добър аранжимент, и „Давид на Донатело" с Андреа Гера за най-добър саундтрак.
Няколко месеца по-късно излиза R&B сингълът „Свободен дух“ (Spirito libero), написан от басиста ѝ Сони Т. Сингълът съдържа и концертна версия на A Song for You (известна песен на Леон Ръсел) и предхожда издаването на албума „Крадла на вятър“ (Ladra di vento). Албумът представлява истински вододел за Джорджа, която с това свое произведение прегръща ритъм енд блус звучене и използва електронни звуци. Следите от тази промяна вече се забелязват в албума „Без криле“ (Senza ali) от 2001 г. и в сингъла от март 2002 г., както и във версията на Greatest hits-Le cose non vanno mai come credi от 2002 г. Албумът дебютира на върха на Класацията на FIMI. Той продава общо около 300 хил. копия.
Следва сингълът „Вечността“ (L'eternità) – балада, в която Джорджа прави най-горещите нотки на гласа си. Следващото видео на сингъла „Котката“ (La gatta) е с участието на футболния съдия Пиерлуиджи Колина. През лятото на 2004 г., докато певицата обикаля Италия, пеейки на живо (на 5 юли напр. тя прави концерт на Летния фестивал в Лука, открит от Блек Айд Пийс), излиза първото DVD, озаглавено Giorgia Ladra Di Vento Live 03/04, записано по време на концерта на 19 декември 2003 г. в Милано.

### АлбумMTV Unplugged. Експериментални години
През 2005 г. Джорджа експериментира с концерт в Милано г. на който идпълнява най-известните си песни с акустичен ключ. Впоследствие публикува MTV Unplugged – първият unplugged албум на италиански изпълнител, взет от Ем Ти Ви, който дебютира и за известно време запазва втора позиция в Класацията на FIMI, и за кратко продава 120 хил. копия (общо над 250 хил. копия в „луксозната“ версия), получавайки три платинени диска. Същата unplugged формула, състояща се от непубликувани акустични аранжименти на селекция от песни от нейния репертоар и международни кавъри, се поддържа и в последвалото лятно турне на Италия.
Синглите от албума, състоящ се от 18 песни, включително 4 неиздадени, са „Безкрайно много пъти“ (Infinite Volte), издаден на 13 юни 2005 г., както и изпълнение на I Heard It Through the Grapevine – класика на афроамериканската музика от Марвин Гей, изпята unplugged със соул певеца Рики Фанте. С Фанте Джорджа пее в дует на някои от концертите си и той открива концерта ѝ на 16 юли в Аудиториум „Парк на музиката“ в Рим. Парчето I Heard It Through the Grapevin също е част от саундтрака на филма „Криминален роман“ (Romanzo criminale). Нови аранжименти са съставени за акустичните версии на La gatta, E poi и Strano il mio destino, които са придружени от джазиста Терънс Бланшар. Giorgia Unplugged Session 2005 излиза през есента, като певицата се изявява в основните италиански градове от 4 ноември до 20 декември. CD + DVD версията на Unplugged печели на Джорджа нова номинация на Европейските музикални награди на Ем Ти Ви, както и наградата „Сребърен таралеж“ (Riccio D'Argento) в секцията „Най-добри италиански певци“, връчена ѝ по време на етап от турнето в Театър „Рендано“ в Козенца.
На 24 октомври 2005 г. тя участва в първото издание на програмата MTV Storytellers – формат на MTV America, направен в Италия след успеха на MTV Unplugged. Джорджа, по време на програмата на живо от Болонския университет, е интервюирана от Паола Мауджери и разказва за музикалния си опит, редувайки истории с акустични изпълнения.
2005 г. носи на Джорджа друго важно сътрудничество: тя участва като гост-звезда в албума Sauf si amour на френско-канадския певец и автор на песни Рош Воазин. Двамата са в дует в Redonne moi ta confiance – песен, първоначално предназначена за канадския и за френския пазар.
Също през 2005 г. тя си сътрудничи с ДжетЛег в албума On the Air – експеримент, в който тя се пробва в парче (написано от нея), далеч от обичайните си канони. MTV Unplugged продължава експерименталната фаза от кариерата на Джорджш и също така отбелязва началото на период без радио хитове или успешни сингли.

### Stonata– албум от 2007 г.
На 12 октомври 2007 г. по радиото излиза новата песен на Джорджа „Говоря с теб“ (Parlo con te), написана през юни 2006 г. Сингълът прехожда албума „Пееща фалшиво“ (Stonata) – седмият албум с неиздавани песни на певицата, който излиза на пазара от 9 ноември и е изцяло написан и композиран от нея. Той е записан от Tom Койн в Sterling Sound в Ню Йорк. Stonata съдържа дует с Мина (Poche parole) и в него участват и други музиканти като Даяна Уинтър, Елио от Елио е ле Сторие Тезе, Емануел Ло, Бепе Грило и дългогодишният ѝ другар Пино Даниеле. Сред музикантите, които свирят в записа, са Майкъл Бланд и Сони T., както и музикантите, с които Джорджа е сътрудничила в ранните си дни: Марко Риналдуци, Масимо Калабрезе (съавтор с Джорджа и нейния брат Пиеро на песента Amanti), Алесандро Чентофанти; Джани Даволи на акордеон; Марко Синискалко от групата Aires Tango на електрически бас. Албумът дебютира на втората позиция в Класацията на FIMI за най-продавани албуми в Италия и става 14-ият най-продаван албум в Италия през 2007 г.
В навечерието на Нова година 2008 г. Джорджа има концерт на Траяновия форум в Рим пред около 250 хил. души, излъчен на живо по Канал Ем Ти Ви.
На 5 февруари 2008 г. в iTunes излиза EP-то Giorgia – Live alla the Casa del Jazz – компактдиск, който събира някои песни, изпети през ноември 2007 г. в интимен концерт в Къща на джаза в Рим. EP-то се нарежда на върха в класацията на iTunes за най-купувани албуми и остава там няколко седмици.
Джорджа участва във Фестивала в Санремо вечерта на 29 февруари като специална гостенка, изпълнявайки „Ако се върне, аз съм тук“ (Se tonerà sono qui) на Луиджи Тенко, американския джаз стандарт The Man I Love от Джордж Гершуин, песента си E poi и сингъла си „Ла ла песен (не мисля, че съм на сигурно място)“ (La La Song (non credo di essere al sicuro)). Същата вечер тя пее на Dopofestival кавъра I Say a Little Prayer на Арета Франклин. Веднага след фестивала тя отново изпълнява на живо.
Вторият сингъл от албума е La La Song (non credo di essere al sicuro), който постига добър успех по радиото и е избран за музикална тема на минисериала „Звездата в съседство“ на режисьора Джанфранко Албано, и е излъчен по Rai 1 през 2008 г. Третият сингъл е „Сега стига“ (Ora Basta) – песен с R&B звучене, която включва цитат от известното ѝ парче Come saprei. Джорджа представя песента в изпълнение на живо по време на епизод от шоуто за таланти X Factor, по време на което тя също дуетира с Морган в акустична версия на The Long and Winding Road на Бийтълс.
На 31 май Джорджа изнася концерт на Етнафест – концертно събитие, организирано от Кармен Консоли в чест на певицата и авторка на песни Роза Балистрери, заедно с още 10 певици, включително самата Консоли, Орнела Ванони, Марина Рей, Паола Турчи, Тоска, Патриция Лакуидара и Нада. На 3 юни тя получава наградата Wind Music Awards за първите 150 хил. продадени копия на албума „Пееща фалшиво“. Четвъртият и последен сингъл от него е „Малко думи“ (Poche parole) – дует с Мина. След като получава два платинени диска и един златен диск, албумът става мултиплатинен, достигайки 180 хил. продадени копия. Дискът е посрещнат с противоречиви мнения от критиката и обществеността, които посочват голямата експерименталност на творбата. Въпреки че се радва на известен успех, никой от синглите не привлича вниманието на радиото и промоционалното турне вижда много отменени дати.

### Spirito libero: първи бокс-сет на Джорджа
На 21 ноември 2008 г. е публикуван антологичният бокс-сет на Джорджа, озаглавен Spirito libero – Viaggi di voce 1992 – 2008. Той съдържа историята на артистичната ѝ кариера, започвайки от дебюта ѝ през 1992 г. с дуета на баща ѝ. Компилацията, чието излизане съвпада с раздялата на певицата с нейния исторически тур-мениджър Мимо д'Алесандро и преминаването ѝ в групата на Фердинандо Салцано, представлява началото на процеса на обновяване на кариерата ѝ. Има песни, реинтерпретирани и такива от други нейни албуми. Компилацията също така съдържа четири неиздавани песни и DVD с официални и неофициални видеоклипове, коментирани от самата Джорджа. Поради сложността на разглеждания репертоар Spirito libero е съставен от три компактдиска, разделени по теми.
Първият промоционален сингъл от албума е неиздаденият „За да я карам и без теб“ (Per fare a meno di te) – саундтрак на филма Solo un padre на реж. Лука Лучини, издаден на 28 ноември 2008 г. Песента, номинирана за „Давид на Донатело“ 2009 и „Сребърна лента“ като най-добра оригинална песен, се върти по радиото от 24 октомври и получава добър прием на слушателите, връщайки певицата на върха на радио класациите след четири години без хитове. Албумът продава 140 хил. копия за три седмици, ставайки двойно платинен, и впоследствие надминава 200 хил. копия. Антологията продава общо над 300 хил. копия. И сингълът получава добър отзвук от обществеността. Вторият сингъл е „Отнесени от вятъра“ (Via col vento), написан от Джорджа с авторите на песента ѝ Di sole e d'azzurro. Песента обаче остава почти незабелязана. В подкрепа на албума Джорджа заминава на италианско турне в големите италиански градове, радвайки се на голям успех сред публика и критици. През май 2009 г. е отличена на Wind Music Awards 2009 .

### АлбумDietro le apparenzeи завръщането към големия успех
На 10 юни 2011 г. на цифровия пазар излиза сингълът „Най-добрият ми ден“ (Il mio giorno migliore), излъчен и по радиото, който става една от най-излъчваните песни на лято 2011. Това е първата песен от осмия албум на изпълнителката с неиздавани песни – „Зад привидностите“ (Dietro le aparenze), който излиза на 6 септември. Сингълът, чийто видеоклип е направен под ръководството на видео режисьора Гаетано Морбиоли, става платинен на 18 септември 2011 г. за повече от 30 хил. продадени копия. „Най-добрият ми ден“ е първият голям хит на Джорджа от няколко години и бележи нов етап от кариерата ѝ, който съвпада с продуцентската дейност на Микеле Канова и мениджмънта на Фабрицио Джанини. Повечето от песните в албума са написани от Джорджа съвместно с партньора ѝ Емануеле Ло, но има и песни в сътрудничество с други изпълнители като Джованоти (Tu mi porti su), Ерос Рамацоти, с когото дуетира в Inevitable, Марина Рей – авторка на парчето Passerà l'estate; Майк Бъзби се разписва под песента Hostage (È l'amore che conta), публикувана като бонус парче в дигиталната версия на албума в iTunes: песента е адаптирана на италиански от Джорджа и със заглавието È l'amore che conta е включена в албума ѝ, като излиза на 9 септември 2011 г. като втори сингъл от него. На 20 декември 2011 г. сингълът е сертифициран като златен от официалната класация на FIMI за над 15 хил. продадени копия, а на 7 октомври 2013 г. става платинен за повече от 30 хил. продадени копия.
На 6 септември 2011 г. албумът „Зад привидностите“ е определен от iTunes за Поп албум на 2011 г. и дебютира в Италианската класация на албуми директно на първа позиция. Четири седмици след излизането си албумът е сертифициран със златната плоча от FIMI за повече от 30 хил. продадени копия. „Неизбежно“ (Inevitabile) – третият сингъл от албума започва да се върти по радиото на 18 ноември 2011 г. Написан и изпълнен заедно с Ерос Рамацоти, който е съавтор с Джорджа на песента ѝ Come saprei от 1995 г., вижда за пръв път дуета на двамата изпълнители. На 31 януари 2012 г. Inevitabile е сертифициран от FIMI като златен запис за над 15 хил. продадени копия. Сингълът е лансиран и в Европа и Латинска Америка, и влиза в класациите на Белгия и Хърватия, където достига 9-о място. На 17 юли 2012 г. сингълът е сертифициран от FIMI с платина за повече от 30 хил. продадени копия.
на 13 декември 2011 г. албумът „Зад привидностите“ става платинен за повече от 60 хил. продадени копия. В класацията за края на годината на FIMI той е на 13-о място сред най-продаваните албуми в Италия и на 10-о сред италианските албуми от 2011 г. На 10 февруари 2012 г. по радиото е пуснат четвъртият сингъл от албума – песента „Къде си“ (Dove sei). На 13 април 2012 г. по радиото излиза и петият сингъл – „Ти ме издигаш“ (Tu mi porti su), чийто текст е дело на Джованоти. Песента се превръща в една от най-излъчваните по радиото, достигайки първото място в радиоразпръскването и позиционирайки се в топ 5 на синглите в iTunes. На 19 юни 2012 г. сингълът е сертифициран от FIMI като златен за над 15 хил. продадени копия. На 24 юли 2012 г. песента получава платинен сертификат от FIMI за продадените над 30 хил. копия. В края на годината тя е и най-излъчваната от радиостанциите в Италия през 2012 г. На 4 април 2014 г. сингълът е сертифициран за двойна платина от FIMI за над 60 хил. копия, продадени в цифров формат.
С албума „Зад привидностите“ Джорджа е наградена на 26 май 2012 г. на Арена ди Верона с Wind Music Award в категория „Платинени CD-та“ (церемонията по награждаването е излъчена по Rai 1 на 2 юли). На 3 юли 2012 г. албумът е сертифициран като двойно платинен за над 120 хил. продадени копия, след което надхвърля 140 хил. копия, а между албум и сингли са продадени над 300 хил. копия.
След участие във Форума на Мандела в. Corriere Nazionale di Firenze сравнява Джорджа с Мария Калас, Едит Пиаф, Уитни Хюстън, Даяна Рос, Глория Гейнър и Мери Джей Блайдж .
През 2012 г. албумът „Зад привидностите“ получава и наградата „Лунеция Поп“ за музикалната и литературна стойност на албума. Албумът печели на Джорджа номинация за EMA (MTV Europe Music Awards 2012) в категорията на най-добър италиански изпълнител. Записът кара Джорджа да се завърне като една от най-успешните изпълнителки в Италия и е единодушно похвален от критиците, подготвяйки почвата за триумфално турне, продължило няколко месеца.

### АлбумSenza pauraиLimited Gold Edition
През февруари 2013 г. присъствието на римската изпълнителка е потвърдено в албума Cantabile на Никола Пиовани.
За деветата си дискографска работа Джорджа разчита, както и в предишната, на продуцента Микеле Канова Йорфида. На 11 септември тя обявява подписването на споразумение с Live Nation Italia за организацията и продуцирането на следващото ѝ турне, планирано за пролетта на 2014 г. През септември тя получава 5 номинации за Световните музикални награди в категориите „Най-добро изпълнение на живо“, „Най-добър изпълнител на годината“; „Най-добра женска изпълнителка“, „Най-добър албум“ с „Без страх“ (Senza paura) и „Най-добра песен“ с „Когато една звезда умре“ (Quando una stella muore).
На 4 октомври 2013 г. излиза първият сингъл от деветия ѝ албум, озаглавен „Когато една звезда умре“, който предшества излизането на албума ѝ на 5 ноември. На 3 октомври Live Nation потвърждава началото на новото ѝ турне с начало 3 май 2014 г. в основните италиански спортни зали. На 6 октомври певицата обявява заглавието на албума си – „Без страх“ (Senza paura). На 6 декември 2013 г. сингълът „Когато една звезда умре“ е сертифициран със златен диск от FIMI за продажбата на над 15 хил. дигитални копия, а на 4 април 2014 г. – с платина за над 30 хил. дигитални копия.
На диска Джорджа пее в дует с Алиша Кийс в песента „Ще се моля“ (I will pray (pregherò)), както и с Оли Мърс в Did I lose you, написана от Бъзби и Алекс Джеймс (басист на Блър). Друга песен от албума – „Днес продавам всичко“ (Oggi vendo tutto) е дело на Ивано Фосати. През първата седмица на издаване албумът веднага печели първо място в класацията за албуми на FIMI за най-продавани албуми в Италия.
На 29 ноември по радиото започва да се върти I Will Pray (pregherò) – вторият сингъл от „Без страх“ в дует с Алиша Кийс. На 18 април 2014 г. той е сертифициран като златен за над 15 хил. продадени копия в цифров формат.
На 13 декември, четири седмици след излизането си, Senza paura е сертифициран за златен диск в Италия за над 30 хил. продадени копия. В седмица 52 от 2013 г. той става платинен за повече от 60 хил. продадени копия. Албумът е на 22-ра позиция в класацията за най-продавани в края на 2013 г.
На 21 март 2014 г. е извлечен третият сингъл от албума – „Не ме обичаш“ (Non mi ami), написан от Джорджа с музика на Фрейзър Т. Смир и Наташа Бедингфийлд. На 21 юни 2014 г. певицата е удостоена с наградата на Ем Ти Ви Италия MTV History Award за кариера. Сингълът остава пет поредни седмици в Топ 20 на най-продаваните песни на FIMI. На 14 юли 2014 г. той е сертифициран като златен в Италия, тъй като е продал над 15 хил. копия, а на 9 януари 2015 г. е платинен за над 30 хил. копия.
На 3 юли 2014 г. Джорджа обявява, че четвъртият сингъл от албума ще бъде „Аз сред мнозина“ (Io fra tanti), написан от нея заедно с партньора ѝ Емануел Ло (който също се грижи за музиката и създаването на видеоклипа). Той се върти по радиото от 11 юли 2014 г. На 14 ноември 2014 г. е сертифициран като златен за над 15 хил. продадени копия.
На 14 август 2014 г., десет месеца след излизането си, албумът Senza paura отново заема първата позиция в Класацията за албуми на FIMI. На 29 август 2014 г. той е сертифициран с двойна платина за повече 100 хил. продадени копия.
Албумът дава на Джорджа нова номинация за „EMA“ (MTV Europe Music Awards 2014) в категорията „Най-добър италиански изпълнител“). На 19 септември 2014 г. Live Nation обявява третата част от турнето Senza Paura, с пет допълнителни дати през декември 2014 г. На 22 септември Джорджа потвърждава издаването на 14 октомври 2014 г. на Senza paura – Limited Gold Edition, съдържащ двоен компактдиск: един със студийния албум и едно CD Live 2014 с 11 хитове, записани от нея по време на етапите на Senza paura Tour, както и DVD с допълнено съдържание, включително кадри от изпълнения на живо, официални видеоклипове („Когато една звезда умре“, „Не ме обичаш“, „Аз съм сред многото“) и непубликувани кадри зад кулисите.
На 24 октомври 2014 г. петият сингъл, извлечен от „Без страх“ – „Моята стая“ (La mia stanza) излиза по радиото.

### АлбумOroneroи концертен албумOronero live
На 12 септември 2016 г. певицата обявява заглавието на новия си сингъл – „Черно злато“ (Oronero), от 30 септември по радио и за цифрово изтегляне. На 28 ноември песента е сертифицирана като златна за повече от 25 хил. копия, а на 30 януари 2017 г. сингълът става платинен за продажба на повече от 50 хил. копия.
Едноименният албум „Черно злато“ (Oronero) е десетият с неиздавани парчета в кариерата на певицата и излиза на 28 октомври 2016 г. Той съдържа 15 песни, от които 10 са написани от самата Джорджа, плюс многобройни сътрудничества с италиански и международни изпълнители. Продуцент, както и в предишните два албума, е Микеле Канова Йорфида. На 12 декември 2016 г. записът е сертифициран като златен от FIMI за повече от 25 хил. продадени копия.
На 14 декември 2016 г. в Ютюб е представено специалното предаване VEVO Presents: Giorgia, в който певицата изпълнява три песни на живо: Il mio giorno migliore (от албума „Извън привидностите“ от 2011 г.) и две парчета от 10-ия ѝ албум: Oronero и „Пак избирам теб“ (Scelgo ancora te).
На 9 декември 2016 г. певицата кани феновете в социалните си канали да изберат втория сингъл, като посочва три възможни: Scelgo ancora te, „Мога да се справя“ (Posso farcela) и „Суета“ (Vanità). На 20 декември е избрана песента „Суета“ и тя излиза по радиото на 1 януари 2017 г. На 3 април, през седмица 13 от 2017 г., сингълът е сертифициран като златен за над 25 хил. продадени копия, а на 13 ноември 2017 г. вече е платинен за над 50 хил. продадени копия.
На 8 февруари 2017 г., по време на втората вечер на Фестивала в Санремо, певицата изпълнява песента „Суета“ и веднага след това – медли от най-известните си песни от Sanremo: E poi, Come saprei и Di sole e d'azzurro.
На 20 февруари 2017 г. албумът е сертифициран от FIMI за платинен за продажба на над 50 хил. копия. Третият сингъл от албума – „Вярвам“ (Credo) излиза по радиото на 14 април 2017 г. На 10 юли 2017 г., през седмица 27 на 2017 г, песента е сертифицирана като златна с продадени повече от 25 хил. копия в Италия. На 9 октомври 2017 г. сингълът е сертифициран за платинен за над 50 хил. продадени копия.
На 5 юни 2017 г. певицата е отличена на Wind Music Awards 2017 на Арена ди Верона с три награди: платина за албума „Черно злато“, платина за едноименния сингъл и наградата за изпълнение на живо за участието в Oronero tour.
Четвъртия сингъл от албума – „Избирам пак теб“ (Scelgo ancora te) започва да се върти по италианските радио станции на 1 септември 2017 г.. На 20 ноември 2017 г. тя е сертифицирана със златен диск на FIMI за повече от 25 хил. продадени копия.
На 19 януари 2018 г. излиза третият албум на живо на Джорджа – Oronero Live, съдържащ най-доброто от Oronero Tour и две неиздавани песни, сред които „Като сняг“ (Come neve) в дует с Марко Менгони, излязла на 1 декември 2017 г. Песента влиза в Топ 100 на Италианската класация за най-слушани и продавани сингли, изкачвайки се на максимум 3-та позиция. На 27 декември 2017 г. песента е сертифицирана за златен диск от FIMI за повече от 25 хил. продадени копия, а на 19 февруари 2018 г. става платинена за над 50 хил. продадени копия. Преиздаването на албума е придружено от възобновяване на турнето Oronero Live Tour, с шест дати в спортните зали на Милано, Рим и Падуа. На 16 април 2018 албумът Oronero е сертифициран като двойно платинен от FIMI за над 100 хил. продадени копия. И този албум като предходните два съчетава успеха пред слушателите, наличието на големи хитове и единодушното признание на критиката.

### Първи албум с кавър версии:Pop Heart
Албумът Pop Heart – първият кавър албум в кариерата на певицата, излиза на 16 ноември 2018 г. Дискът е продуциран от Микеле Канова Йорфида. На 9 октомври е разкрито името на първия сингъл от него, като от 12 октомври 2018 г. е по радиото – песента „Джобове, пълни с камъни“ (Le tasche piene di sassi) – дело на Джованоти.
На 16 октомври, отново чрез социалните си канали, тя разкрива две други песни от албума – „Утехата“ (Il comforto) в дует с Тициано Феро и I Will Always Love You на Уитни Хюстън – певицата, от която Джорджа се вдъхновява. На следващия ден тя представя три други песни: „Движещи се дюни“ (Dune mosse) на Дзукеро, Sweet Dreams на Юритмикс и L'ultimo bacio на Кармен Консоли. Впоследствие Джорджа разкрива целия списък с песни в алума, 15 на брой: Una storia importante на Ерос Рамацоти (с вокално камео на певеца), Lei verrà на Манго, Gli ostacoli del cuore на Елиза (с вокално камео на певицата), I Feel Love на Дона Съмър, Anima на Пино Даниеле, Open Your Heart на Мадона, L'essenziale на Марко Менгони, Vivere una favola на Васко Роси и Stay на Риана с Мики Еко, в дует с Ене (последното парче е бонус при предварителна поръчка на албума).
На 5 ноември е обявено Pop Heart Tour, планирано за 2019 г. На 23 ноември 2018 г. , по случай благотворително събитие, певицата се изявява в Миланската катедрала и е първият изпълнител в историята, направил това. За случая, освен парчета от репертоара си, тя изпълнява и сакрална музика, придружена от оркестър.
На 3 декември песента Una storia importante на Ерос Рамацоти е обявена за втори сингъл от албума, и се върти по радиото от 7 декември. На 17 декември албумът е сертифициран като златен от FIMI за над 25 хил. продадени копия. На 14 януари 2019 г. той е платинен за над 50 хил. продадени копия.

## Други проекти

### Radiodue on my mind
След натрупания опит с радио предаването Mezzogiorno con, през септември 2006 г. Джорджа отново е радио говорителка, този път в програмата на Rai Radio 2 Radio2 on my mind (заглавие, препращащо към парчето Georgia on my mind на Рей Чарлз). Тя изпълнява песента „Запали радиото“ (Accendi la radio), която е тематичната песен на предаването. В програмата, която стига до второто си издание през ноември 2007 г. и завършва през януари 2008 г., участват много гости, сред които Кармен Консоли, Фиорела Маноя, Тоска, Паола Кортелези, Фиорело и Марко Балдини.

### Сътрудничество и продуцентска дейност
През 1996 г. Джорджа участва като гостенка в записа на някои парчета от албума Eat the Phikis на Елио е ле Сторие Тезе, и по-специално в парчетата TVUMDB и Li immortacci. Сътрудничеството с групата продължава и през 2008 г. с песента Ignudi tra i nudisti, съдържаща се в албума им Studentessi.
През 2000 г. на един от концертите си в Торино тя приветства американския певец Майкъл Макдоналд, а след това участва в концерта му на Медиоланум форум в Асаго. На Летния фестивал в Лука на 20 юли тя пее с Рей Чарлз Georgia on my mind. Три дни по-късно, на същия фестивал, дуетира с Лайнъл Ричи в All Night Long.
На 16 септември 2006 г. участва като гостенка в Деня на MTV в Болоня, където пее Like a Virgin на Мадона, акомпанирана от MTV Superband, съставена от Морган, Федерико Поджиполини, Макс Гаце и барабаниста на Блувертиго. Участва и в Неаполитанската бяла нощ на 30 септември 2006 г. в сценичен дует с Пино Даниеле в песента му Napul'è.
През 2007 г. Джорджа е продуцентка на песента Woofer на новоизгряващия певец Емануел Ло (неин партньор), за чийто албум тя се грижи; тя се появява и във видеото на песента, режисирано от режисьора, актьора и хореографа Лука Томасини. Певицата пее в две песни от албума на Пино Даниеле Il mio nome è Pino Daniele e vivo qui, а именно – Vento di passione (издаден като втори сингъл от албума) и Il Giorno e la notte. Дуетира и с Фиорело за саундтрака на филма Voce del verbo amore: песента, озаглавена Più, е кавър версия на песен, първоначално интерпретирана от Орнела Ванони с Gepy & Gepy. Освен това пише с рапъра Торменто текста на песента Resta qui, съдържаща се в албума му Alibi, издаден на 29 юни 2007 г. В песента Джорджа е и беквокалистка заедно с Роберта Грана (по-рано нейна беквокалистка).
През март 2008 г. излиза албумът DePrimoMaggio на рапъра Frankie hi-nrg mc, където Джорджа дуетира в парчето Direttore. На 8 юли 2008 г. участва като гостенка в концертното събитие на площад Плебишито в Неапол, отбелязващо 30 г. кариера на Пино Даниеле; събитието е заснето на живо по телевизията. На 26 юли 2008 г. тя изпълнява дует с Орнела Ванони на последната вечер на фестивала Musica per i borghi. През септември 2008 г. на германския пазар излиза албумът Due (Nevio) на германския поп изпълнител и музикант Невио, в който Джорджа дуетира в романтичната поп балада Gli ultimi brividi.
На 9 септември 2009 г. е обявена песента Ora lo so, написана от Микеле Плачидо и Никола Пиовани, и изпята от Джорджа за филма Il grande sogno. Певицата участва в саундтрака на Пиовани и с други вокални приноси. По време на Amiche per l'Abruzzo се оформи проектът за дует между Джорджс и Джана Нанини. Песента „Спаси ме“ (Salvami) е пусната по радиото от 6 ноември 2009 г. На 28 май на Арена ди Верона двете изпълнителки получават платинена награда Wind Music Awards за продажбите на песента. Също така през 2009 г. Джорджа пее в песента „Срещата“ (L'appunatemento) на Клаудио Балиони от албума му QPGA.
През 2010 г. пее в албума на Елиза Ivy, по точно – в парчето Pour Que l'Amour Me Quitte – кавър на песента на френската певица Камий. През септември 2010 г. излиза анимационният филм „Аз, проклетникът“, за който Джорджа пише и пее песента Tu sei – превод и адаптация на оригиналния саундтрак – песента My life на Фарел Уилямс.
През 2011 г. участва в конферентната зона на Дните на MTV в Торино.
През 2012 г. участва в програмата Il più grande spettacolo dopo il weekend по Rai 1 с водещ Фиорело, където реинтерпретира три класики на международната мелодична музика: Se Telefonando, Downtown и Dettagli, както и Love is a losing game на Ейми Уайнхаус. Тя записва и Viaggio – музикално произведение, съдържащо се в албума в памет на Алекс Барони – Il Senso... di Alex. На 30 юни 2012 г. в Торино участва в Дните на MTV, изпълнявайки 7 песни: È l'amore che conta, Il mio giorno migliore, Vivi davvero, Di sole e d'azzurro, Gocce di memoria, и две кавър версии: Nessun dolore на Лучо Батисти и I Wanna Dance with Somebody (Who Loves Me) на Уитни Хюстън. Също през 2012 г. компанията Барила избира за френската телевизия песента ѝ от Санремо Di sole e d'azzurro и кавъра Un'ora sola ti vorrei като тема на рекламните клипове на Барила Франция.
На 22 февруари 2013 г. излиза компактдискът Piani DiVersi на Сузана Стивали, в който Джорджа пее в песента Viaggiante („Пътник“). На 26 март 2013 г. тя участва в албума Cantabile на Никола Пиовани с две песни: E lalabai и Near you.
На 7 октомври 2016 г. излиза албумът Lotto infinito на Енцо Авитабиле, съдържащ De-Profundis – песен, интерпретирана в дует с Джорджа. На 12 декември 2016 г. телевизионният водещ Карло Конти обявява по Rai 1, че Джорджа е авторка на песента Con te, с която във Фестивала в Санремо през 2017 г. участва Серджо Силвестри.
На 8 февруари 2018 г. Джорджа гостува на Фестивала в Санремо, където изпълнява заедно с Джеймс Тейлър песента му You have a friend.
През 2019 г., по повод 25-годишната си кариера Джорджа изпълнява медли от нейни песни от новия ѝ албум Pop Heart на Фестивала в Санремо. През 2019 г. тя участва и в новия албум на рапърите Gemitaiz и MadMan, изпявайки припева на Black Box – заглавната песен на албума.
През 2020 г. тя записва в дует с Лоредана Берте известната песен на Берте „Не съм дама“ (Non sono una signora) по повод проекта I love my Radio.
През август 2021 г. е обявен за главно действащо лице от Роко Папалео в новия му филм Scordato, заснет в Базиликата.

## Филантропия
Джорджа е назначена за посланик на добра воля на УНИЦЕФ през 1999 г. и от 2005 г. е кръстница на Асоциация „Тарталегра“, занимаваща се с най-малките.
Защитничка на околната среда, тя стартира щадящата околната среда модна линия Earthache. Нейният албум Spirito libero – Viaggi di Voce 1992 – 2008 г., с цел намаляване употребата на пластмаса, е пуснат на пазара без защитния пластмасов блистер, както и част от копията на албума ѝ Dietro le apparenze.
Тя също така основава приют за котки в Рим. През 2003 г. дава своето свидетелство за кампанията „Без извинение“ (No excuse) срещу експлоатацията на детски труд, стартирана от телевизия Ем Ти Ви.
През 2005 г. организира концертното събитие „Необичайни ноти“ (Insolite note) в Аудиториум „Музикален парк“ в Рим, приходите от което са използвани за финансиране на строителството на детска градина в Африка благодарение на Асоциация „Тарталегра“. Джорджа също така е едно от лицата, даващи своето свидетелство в проекта на НПО La vita degli altri в защита на околната среда Il Respiro.
На 21 април 2009 г. певицата участва заедно с много други изпълнители в песента Domani 21 / април 2009 – кавър на песен на Мауро Пагани, създадена с благотворителна цел след земетресението в Абруцо. На 21 юни тя участва като кръстница в концерта „Приятелки за Абруцо“ (Amiche per l'Abruzzo), който събира 46 италиански певици на сцената на стадион „Джузепе Меаца“, сред които Лаура Паузини (организаторка на събитието), Елиза, Джана Нанини и Фиорела Маноя.
Заедно с 13 други изпълнители Джорджа участва в благотворителен концерт Italia Loves Emilia след земетресението в регион Емилия-Романя на 22 септември 2012 г. на летище Реждо Емилия (познато като Камповоло), продавайки 150 831 билета.
На 24 септември 2013 г. Сони Мюзик публикува компилацията Pink Is Good, в която Джорджа с песента Vivi Davvero. Приходите са дарени на фондация „Умберто Веронези“ за финансиране на борбата срещу рака на гърдата.

## Личен живот
В младостта си Джорджа практикува карате, достигайки син колан.
Oт 1997 до 2001 г. има връзка с певеца Алекс Барони, който умира на 35 г. през 2002 г. в автомобилна катастрофа. Джорджа страда силно от загубата и му посвещава парчето Marzo.
От 2004 г. певицата е партньорка на римския танцьор, музикант и автор на песни Емануел Ло, от когото има един син – Самуел ло Яконо, роден на 18 февруари 2010 г.

## Дискография

### Студийни албуми
- 1994 – Giorgia
- 1995 – Come Thelma & Louise
- 1997 – Mangio troppa cioccolata
- 1999 – Girasole
- 2001 – Senza ali
- 2003 – Ladra di vento
- 2007 – Stonata
- 2011 – Dietro le apparenze
- 2013 – Senza paura
- 2016 – Oronero
- 2018 – Pop Heart

### Концертни албуми
- 1993 – Natural Woman (Live in Rome)
- 1993 – One More Go Round
- 1996 – Strano il mio destino (Live & studio 95/96)
- 2005 – MTV Unplugged
- 2018 – Oronero Live

### Компилации
- 2002 – Greatest Hits – Le cose non vanno mai come credi
- 2008 – Spirito libero – Viaggi di voce 1992 – 2008